# Anopheles goeldii
Anopheles goeldii is een muggensoort uit de familie van de steekmuggen (Culicidae). De wetenschappelijke naam van de soort is voor het eerst geldig gepubliceerd in 1941 door Rozeboom & Gabaldon.